# Tódzsó Minoru
Tódzsó Minoru (japánul: 東城 穣, nyugaton Minoru Tōjō) (Tokorozawa, Szaitama prefektúra, 1976. augusztus 30. –) japán nemzetközi labdarúgó-játékvezető.

## Pályafutása

### Nemzeti játékvezetés
A játékvezetői vizsgát 2002-ben tette le, majd a J. League területi bajnokságában kezdte tevékenységét. Nemzeti labdarúgó-szövetségének megfelelő játékvezető bizottságai minősítése alapján jutott magasabb osztályokba. 2008-tól a J. League Division 1 játékvezetője. A küldési gyakorlat szerint rendszeres 4. bírói szolgálatot is végez.

### Nemzetközi játékvezetés
A Japán labdarúgó-szövetség Játékvezető Bizottsága (JB) terjesztette fel nemzetközi játékvezetőnek, a Nemzetközi Labdarúgó-szövetség (FIFA) 2007-től tartja nyilván bírói keretében. A FIFA JB központi nyelvei közül a angolt beszéli. Az AFC JB besorolása szerint elit kategóriás bíró. Több nemzetek közötti válogatott és AFC-bajnokok ligája klubmérkőzést vezetett, vagy működő társának 4. bíróként segített. Csereprogram keretében 2010-ben az Angol labdarúgó-szövetség keretében vezethetett mérkőzéséket. Válogatott mérkőzéseinek számaeurópai csapatoknál:5 (2014. június 6.).

#### Labdarúgó-világbajnokság
A világbajnoki döntőkhöz vezető útonBrazíliába a XX., a 2014-es labdarúgó-világbajnokságra a FIFA JB játékvezetőként alkalmazta. Selejtező mérkőzéseket az AFC zónában vezetett.

##### 2014-es labdarúgó-világbajnokság

###### Selejtező mérkőzés
| Időpont             | Helyszín                       | Mérkőzés típusa                   | Mérkőzés              | Eredmény | Nézők száma |
| ------------------- | ------------------------------ | --------------------------------- | --------------------- | -------- | ----------- |
| 2011. szeptember 6. | Jalan Besar Stadion, Szingapúr | előselejtező (3. kör; A. csoport) | Szingapúr–Irak        | 0 – 2    | 5505        |
| 2013. június 11.    | Világbajnoki Stadion, Szöul    | előselejtező (4. kör; A. csoport) | Dél-Korea–Üzbegisztán | 1 – 0    | 50 699      |

#### Ázsia-kupa
2011-ben Katar a 15., a 2011-es Ázsia-kupa, valamint Ausztrália rendezte a 16., a 2015-ös Ázsia-kupa döntőjét, ahol az AFC JB bíróként alkalmazta.

##### 2011-es Ázsia-kupa

###### Selejtező mérkőzés
| Időpont            | Helyszín                           | Mérkőzés típusa           | Mérkőzés         | Eredmény | Nézők száma |
| ------------------ | ---------------------------------- | ------------------------- | ---------------- | -------- | ----------- |
| 2009. november 18. | Gelora Bung Karno Stadion, Jakarta | előselejtező (B. csoport) | Indonézia–Kuvait | 1 – 1    | 36 000      |

##### 2015-ös Ázsia-kupa

###### Selejtező mérkőzés
| Időpont            | Helyszín                          | Mérkőzés típusa           | Mérkőzés         | Eredmény | Nézők száma |
| ------------------ | --------------------------------- | ------------------------- | ---------------- | -------- | ----------- |
| 2013. február 6.   | Al-Rashid Stadion, Dubaj          | előselejtező (C. csoport) | Irak–Indonézia   | 1 – 0    | 3600        |
| 2013. november 15. | Shahid Dastgerdi Stadion, Teherán | előselejtező (A. csoport) | Szíria–Szingapúr | 4 – 0    | 50          |

#### Kelet-ázsiai labdarúgó-bajnokság
Japán rendezte a  4., a 2010-es kelet-ázsiai labdarúgó-bajnokság (EAFF) versenyt, ahol az AFC JB játékvezetőként foglalkoztatta.

##### 2010-es kelet-ázsiai labdarúgó-bajnokság
| Időpont             | Helyszín                    | Mérkőzés típusa              | Mérkőzés        | Eredmény | Nézők száma |
| ------------------- | --------------------------- | ---------------------------- | --------------- | -------- | ----------- |
| 2009. augusztus 23. | Nemzeti Stadion, Kaohsziung | csoportmérkőzés (2. csoport) | Tajvan–Hongkong | 0 – 4    | 12 000      |
| 2009. augusztus 29. | Nemzeti Stadion, Kaohsziung | csoportmérkőzés (2. csoport) | Hongkong–Guam   | 12 – 0   | 1500        |

#### Nyugat-ázsiai labdarúgó-bajnokság
Jordánia rendezte a 6., a 2012-es nyugat-ázsiai labdarúgó-bajnokság (WAFF) versenyt, ahol az AFC JB bírói szolgálatra vette igénybe.

##### 2012-es nyugat-ázsiai labdarúgó-bajnokság
| Időpont            | Helyszín                                  | Mérkőzés típusa              | Mérkőzés          | Eredmény | Nézők száma |
| ------------------ | ----------------------------------------- | ---------------------------- | ----------------- | -------- | ----------- |
| 2012. december 9.  | Al-Sadaqua Walsalam Stadion, Kuvaitváros  | csoportmérkőzés (B. csoport) | Irán–Szaúd-Arábia | 0 – 0    | 1200        |
| 2012. december 14. | Ali Sabah Al-Salem Stadion, Al Farwaniyah | csoportmérkőzés (A. csoport) | Omán–Palesztina   | 2 – 1    | 500         |
| 2012. december 20. | Al-Sadaqua Walsalam Stadion, Kuvaitváros  | döntő                        | Irak–Szíria       | 0 – 1    | 5000        |

#### ASEAN labdarúgó-bajnokság
Szingapúr és Vietnám az ASEAN Labdarúgó Szövetség (AFF) támogatásával közösen rendezte a Suzuki-kupára átkeresztelt labdarúgó tornát, ahol az AFC JB hivatalnoki feladatok ellátásával bízta meg.

##### 2014-es Suzuki-kupa
| Időpont            | Helyszín               | Mérkőzés típusa              | Mérkőzés               | Eredmény |
| ------------------ | ---------------------- | ---------------------------- | ---------------------- | -------- |
| 2014. november 22. | Nemzeti Stadion, Hanoi | csoportmérkőzés (A. csoport) | Vietnam–Indonézia      | 2 – 2    |
| 2014. november 28. | Nemzeti Stadion, Hanoi | csoportmérkőzés (A. csoport) | Vietnam–Észak-Írország | 3 – 1    |